# Glycyphana vernalis
Glycyphana vernalis es una especie de escarabajo del género Glycyphana, familia Scarabaeidae. Fue descrita científicamente por Wallace en 1867.
Se distribuye por Filipinas. Habita en la isla de Mindanao y el monte Malambo. Mide aproximadamente 18-20 milímetros de longitud.